# Modern Times (Al Stewart)
| Recensione              | Giudizio |
| ----------------------- | -------- |
| AllMusic                |          |
| Dizionario del Pop-Rock |          |

Modern Times è un album del cantautore folk-rock britannico Al Stewart, pubblicato dalla CBS Records nel gennaio del 1975.

## Disco
Modern Times è un disco a forte impronta folk e molto diverso dal precedente Past, Present and Future. Questa volta nessuna traccia a carattere storico ma canzoni profondamente intimiste.
Il brano che dà il titolo al disco è una lunga canzone in cui Stewart, incontrando per caso un suo vecchio amico, ricorda gli anni della giovinezza. Ma l'amico non vuole fare altrettanto e chiede di essere lasciato solo.
Sirens of Titan è ispirata al romanzo omonimo di Kurt Vonnegut (titolo italiano: Le sirene di Titano).
What's Going On? non è una cover della canzone di Marvin Gaye.
Come per il precedente Past, Present and Future la copertina del disco per il mercato USA è totalmente diversa da quella distribuita in Europa.
Nella versione CD, del 1993, sono presenti 3 tracce aggiuntive: The News from Spain (da Orange), Elvaston Place (lato B del singolo The News from Spain), Swallow Wind (lato B della versione europea del singolo Nostradamus, canzone dell'album Past, Present and Future).

## Tracce

### LP (1975, CBS Records, S 80477)
Lato A (S 80477 A)
Testi e musiche di Al Stewart.
1. Carol – 4:21
2. Sirens of Titan – 2:46
3. What's Going On? – 3:32
4. Not the One – 4:33
5. Next Time – 4:17

Durata totale: 19:29
Lato B (S 80477 B)
Testi e musiche di Al Stewart, eccetto dove indicato.
1. Apple Cider Re-Constitution – 5:16
2. The Dark and the Rolling Sea – 5:05
3. Modern Times – 8:38 (Dave Mudge, Al Stewart)

Durata totale: 18:59

## Musicisti
- Al Stewart – voce, chitarra acustica
- Dave Ellis – chitarra acustica
- Simon Nicol – chitarra acustica
- Tim Renwick – chitarra elettrica
- Stuart Cowell – chitarra elettrica, dobro
- Isaac Guillory – chitarra
- Peter Wingfield – tastiere
- Peter Woods – tastiere, fisarmonica
- Graham Smith – armonica
- George Ford – basso
- Peter Moss – basso, basso fuzz
- Barry De Souza – batteria
- Gerry Conway – batteria
- Tony Carr – percussioni
- Chas Mills – cori di sottofondo
- Brian Bennett – cori di sottofondo
- Neil Lancaster – cori di sottofondo
- Alan Parsons – arrangiamento strumenti a corda (brano: Apple Cider Re-Constitution)
- Andrew Powell – arrangiamento orchestrale (brano: Modern Times)

### Produzione
- Alan Parsons – produzione (per la Kinetic Productions Ltd e GRT Corp.)
- Alan Parsons e Peter James – ingegneri delle registrazioni
- Hipgnosis – design e foto copertina album[4]